# Zátoň (Lenora)
Zátoň (dříve Šatava či Zatuňka, německy Schattawa) je vesnice, část obce Lenora v okrese Prachatice v Jihočeském kraji. Nachází se asi 2,5 kilometru severně od Lenory. Je zde evidováno 59 adres. V roce 2011 zde trvale žilo 98 obyvatel.
Zátoň leží v katastrálním území Lenora o výměře 10,53 km².

## Historie
První písemná zmínka o Zátoni pochází z roku 1359, kdy byla majetkem pánů z Husi. Roku 1404 zde postavil Zikmund Huler kostelík Panny Marie s poustevnou. Byly s ním ztotožňovány základy budovy, které byly objeveny v roce 1858 nad pilou pod Kaplicí (německy Kapellenhäuser). Od roku 1581 zde byl poplužní dvorec, v roce 1750 lovecký zámeček. Za zátoňským dvorem našli roku 1726 dělníci při zpracovávání polomu několik mincí z doby třicetileté války. Jsou zde typická šumavská stavení. Zdejší myslivna hostívala při podzimních honech knížepána. Malíř Alfred Kubin zde vytvořil cyklus grafik.
V roce 1930 zde žilo 445 obyvatel.
V roce 1869 je vesnice uváděna pod názvem Šatava, v letech 1880–1890 pod názvem Zatuňka, v letech 1900–1910 opět pod názvem Šatava, od roku 1921 pod názvem Zátoň.

## Obyvatelstvo
| Rok            | 1869 | 1880 | 1890 | 1900 | 1910 | 1921 | 1930 | 1950 | 1961 | 1970 | 1980 | 1991 | 2001 | 2011 | 2021 |
| -------------- | ---- | ---- | ---- | ---- | ---- | ---- | ---- | ---- | ---- | ---- | ---- | ---- | ---- | ---- | ---- |
| Počet obyvatel | 510  | 486  | 484  | 495  | 417  | 403  | 445  | 188  | 170  | 114  | 97   | 89   | 80   | 98   | 71   |
| Počet domů     | 51   | 52   | 52   | 56   | 57   | 57   | 68   | 63   | 63   | 28   | 21   | 24   | 32   | 35   | 38   |

## Obecní správa
Při sčítání lidu v letech 1850–1879 Zátoň byla osadou obce Vltavice v okrese Prachatice. V letech 1880–1949 byla osadou obce Horní Vltavice v okrese Prachatice. Od roku 1950 je částí obce Lenora v okrese Prachatice.

## Okolí
Zátoň je východisko na Boubín. Mezi Zátoní a Pravětínem vede třináct kilometrů dlouhá naučná stezka, zaměřená na šetrné hospodaření v lesích. Třicet tabulí podává informace o přirozené obnově lesa, prořezávkách, lesních škůdcích i ochraně proti nim. Stezka končí dva kilometry od železniční zastávky Zátoň. Asi 2½ kilometru východně od vesnice se rozkládá přírodní rezervace Zátoňská hora.
Severozápadně od Zátoně (1 km) je částečně zaniklá osada Korýtka (německy Grindelhauser).

## Doprava
Zátoň leží na železniční trati Strakonice–Volary, na které jsou železniční zastávky Zátoň (poblíž samoty Korýtka) a Zátoň-Boubín. Z železniční zastávky Zátoň-Boubín vede cesta na Idinu Pilu (1,3 km), která je výchozím místem k Boubínskému pralesu.

## Galerie

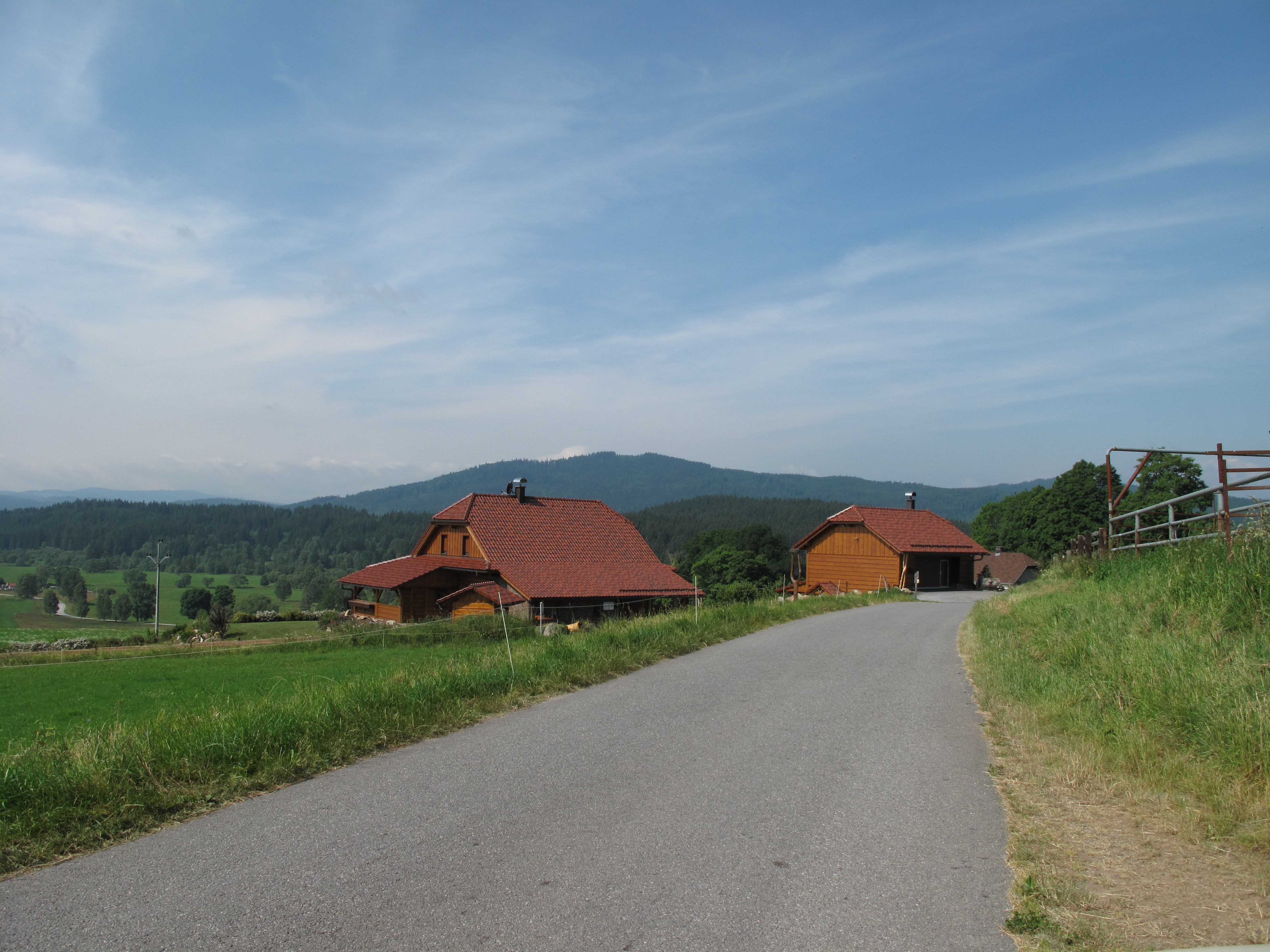
Novější dřevěné domy
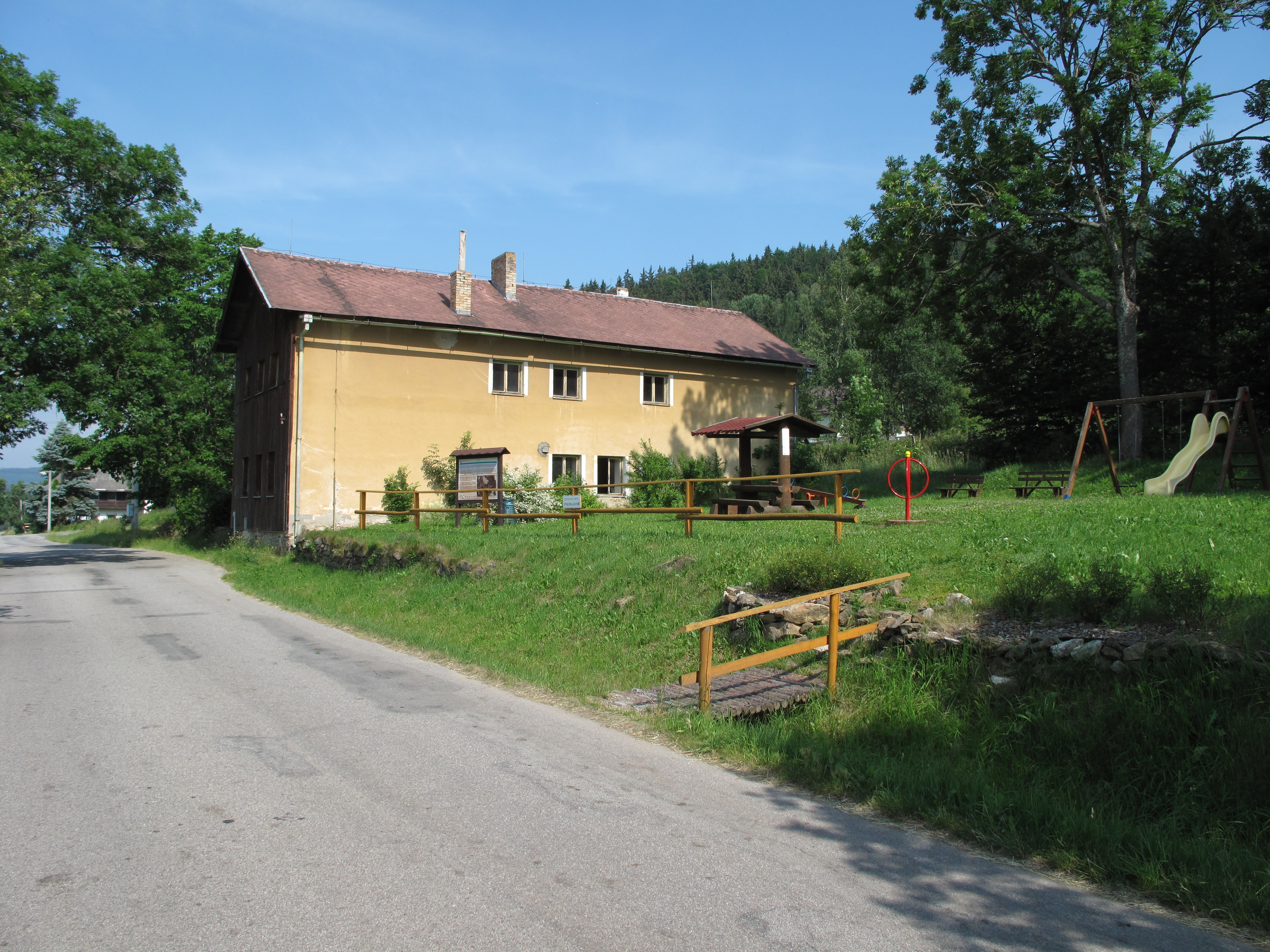
Dětské hřiště
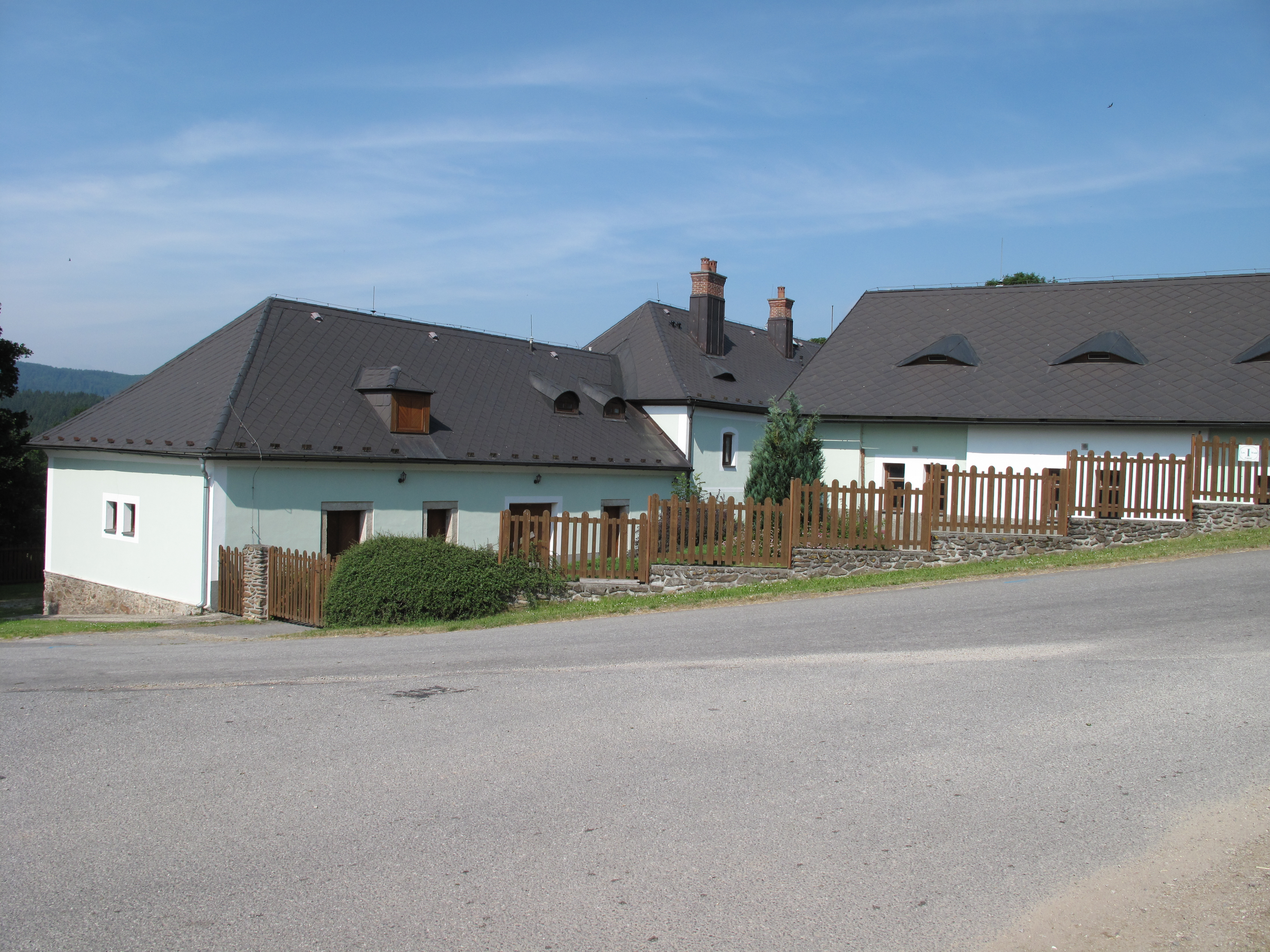
Bývalá lesovna, dnes sídlo Lesů České republiky